# Костюнино (Щёлковский район)
Костюнино — деревня в Щёлковском районе Московской области России, входит в состав сельского поселения Гребневское.

## Население
| 1852 | 1859 | 1869 | 1899 | 1926 | 2002 | 2006 |
| ---- | ---- | ---- | ---- | ---- | ---- | ---- |
| 51   | →51  | ↗57  | ↘26  | ↗90  | ↘11  | ↘4   |
| 2010 |      |      |      |      |      |      |
| ↗7   |      |      |      |      |      |      |

## География
Деревня Костюнино расположена на северо-востоке Московской области, в западной части Щёлковского района, примерно в 26 км к северо-востоку от Московской кольцевой автодороги и 13 км к северу от одноимённой железнодорожной станции города Щёлково (по дорогам — около 18 км), на правом берегу реки Лашутки бассейна Клязьмы.
В 3 км юго-восточнее деревни проходит Фряновское шоссе Р110, в 5 км к северо-востоку — Московское малое кольцо А107, в 12 км к западу — Ярославское шоссе М8. Ближайшие населённые пункты — деревни Богослово, Орлово и посёлок Литвиново.
В деревне одна улица — Береговая.

## История
В середине XIX века относилась ко 2-му стану Богородского уезда Московской губернии и принадлежала графине Аграфене Фёдоровне Закревской. В деревне было 8 дворов, крестьян 25 душ мужского пола и 26 душ женского.
В «Списке населённых мест» 1862 года — владельческая деревня 2-го стана Богородского уезда Московской губернии по правую сторону Хомутовского тракта (от Москвы по границе с Дмитровским уездом), в 25 верстах от уездного города и 18 верстах от становой квартиры, при реке Лишутке, с 6 дворами и 51 жителем (26 мужчин, 25 женщин).
По данным на 1869 год — деревня Гребневской волости 3-го стана Богородского уезда с 9 дворами, 9 деревянными домами и 57 жителями (27 мужчин, 30 женщин), из которых 2 грамотных. Количество земли составляло 78 десятин, в том числе 39 десятин пахотной. Имелось 9 лошадей, 12 единиц рогатого и 13 единиц мелкого скота.
В 1913 году — 10 дворов.
По материалам Всесоюзной переписи населения 1926 года — деревня Богословского сельсовета Щёлковской волости Московского уезда в 6 км от Стромынского шоссе и 17 км от станции Щёлково Северной железной дороги, проживало 90 жителей (49 мужчин, 41 женщина), насчитывалось 15 хозяйств (11 крестьянских).
С 1929 года — населённый пункт Московской области в составе:
- Богословского сельсовета Щёлковского района (1929—1958)[17],
- Новского сельсовета Щёлковского района (1958—1959)[18],
- Новского сельсовета (до 31.07.1959) и Гребневского сельсовета Балашихинского района (1959—1960)[18][19],
- Гребневского сельсовета Щёлковского района (1960—1963, 1965—1994)[20][21],
- Гребневского сельсовета Мытищинского укрупнённого сельского района (1963—1965)[22],
- Гребневского сельского округа Щёлковского района (1994—2006)[21],
- сельского поселения Гребневское Щёлковского муниципального района (2006 — н. в.)[23][24].